# Namchang-ri
Namchang-ri (tiếng Hàn: 남창리) là một phân cấp hành chính, hoặc ấp, nằm ở Onyang, Ulju, Ulsan, Hàn Quốc. Nó nằm ở phía Nam thành phố Ulsan, phía Đông của Đường cao tốc Busan–Ulsan.

## Liên kết
- Trang chính thức Onyang (tiếng Hàn)